# 于静瑶
于静瑶（1999年2月13日—）是一名中国女子游泳选手。她曾參加2016年夏季奧林匹克運動會的女子200米蛙泳比赛。她也参加了2018年亚洲运动会，获得女子200米蛙泳的银牌。